# György Dalos
György Dalos (n. 23 septembrie 1943, Budapesta, Ungaria) este un istoric și scriitor maghiar. El este cunoscut mai ales ca autor al romanelor 1985 (1983), o continuare a romanului 1984 de George Orwell, și Oaspetele din viitor: Ana Ahmatova și Isaia Berlin.

## Viața
S-a născut într-o familie maghiară de origine evreiască. După moartea tatălui (în 1945, într-un lagăr de concentrare), a fost crescut de bunica sa. Între 1962-1967 a fost student al Facultății de Istorie a Universității Lomonosov din Moscova. După terminarea studiilor a lucrat în Budapesta în calitate de muzeolog. În 1964 apare prima sa carte de poezii. În 1968 a fost condamnat la 7 luni condiționat pentru participarea la mișcarea maoistă. Fiind lipsit de dreptul de a i se publica, a început să traducă. În 1977 a stat la începuturile mișcării de opoziție față de Partidul Comunist din Ungaria. În 1984 a fost invitat în Berlin prin filiera Serviciului German pentru Schimb Academic (DAAD). A fost colaboratorul grupului de cercetători ”Europa de Est” la Universitatea Bremen. În 1988-1989 a fost co-editor la ziarul ilegal de opoziție din Germania de Est "Ostkreuz".
Între 1995-1999 a fost directorul Institului pentru Cultura Ungară din Berlin. Din 2009 György Dalos este membru al Consiliului Internațional al Serviciul Austriac pentru Străinătate.
O anumită perioadă de timp a locuit în Viena, unde a lucrat în calitate de publicist și a scris pentru reviste și radiouri germane. Este membru-corespondent al Academiei de Artă din Saxonia. În acest moment locuește în Berlin unde lucrează pentru ziarul german ”Freitag”.

## Premii
- 1995 Premiul Literar German Adelbert von Chamisso
- 1999 Premiul special Andreas Gryphius
- 2010 Premiul Literar Leipzig pentru Comunicare Europeană [4][5]

## Opera
- 1985 (1983)
- Oaspetele din viitor: Ana Ahmatova și Isaia Berlin (1998)
- Cortina se ridică: Despre sfârșitul dictaturilor din Europa de Est (2009) o cronică a sfârșitului dictaturilor comuniste din Europa de Est.